# Mentat
En el universo de Dune creado por Frank Herbert, mentat designa a un humano que ha sido adiestrado a usar su mente como un ordenador avanzado (prohibidos por el Jihad Butleriano), utilizando todas las funciones lógicas, matemáticas, algorítmicas, etc. y dejando de lado cualquier emoción que pudiera distorsionar su razonamiento mientras se encuentra en estado de trance. El Kwisatz Haderach Paul Atreides fue adiestrado como mentat hasta sus 15 años de forma secreta, dado que el manual de adiestramiento mentat establece que al aprendiz no puede revelársele el hecho de que está siendo adiestrado como mentat hasta no cumplir una determinada edad. Una vez se llega a la edad adecuada, y puestas de manifiesto las capacidades del aprendiz, se le informa sobre su adiestramiento, dándole la opción de continuar y profundizar el mismo. Los entrenamientos recibidos por parte de su madre Dama Jessica y de Thufir Hawat, el mentat "maestro de Asesinos" y supervisor de la seguridad personal de los Atreides, prepararon a Paul Atreides como mentat mediante ejercicios de memoria mnemotécnica, lógicos, y otros ejercicios del manual mentat.
Las Grandes Casas del Lansraad cuentan, por lo general, con un mentat que les sirve de estratega. La Casa Atreides tiene a Thufir Hawat, de quien dice en varias oportunidades que es el mejor mentat de todos los tiempos, sobre todo en el primer libro de la saga original de Frank Herbert. El Barón Vladimir Harkonnen tenía a su vez un mentat pervertido llamado Piter De Vries, el cual murió tras ser intoxicado por el gas exhalado del diente postizo del duque Leto. El Barón lo sustituyó por Thufir Hawat, después de la conspiración que casi exterminara a los Atreides. El Barón inyectó en Hawat un veneno residual, el cual lo obligaba a tomar el antídoto todos los días para mantenerlo bajo control.